# Juan Francés de Iribarren
Juan Francés de Iribarren (Sangüesa, 1699 - Màlaga, 2 de setembre de 1767) fou un compositor i organista espanyol del Barroc tardà.
Organista de la Catedral de Salamanca i mestre de capella de la de Màlaga, on deixà un gran nombre d'obres del gènere religiós.